# محمود منعم
محمود منعم (ولد عام 1941) هو دراج عراقي سابق. شارك في دورة الألعاب الأولمبية الصيفية عام 1960 التي أقيمت في العاصمة الإيطالية روما.

## روابط خارجية
- محمود منعم على موقع أرشيف الدراجات (الإنجليزية)
- محمود منعم على موقع إحصائيات الدراجات الإحترافية (الإنجليزية)
- محمود منعم على موقع أوليمبيديا (الإنجليزية)